# Yukuhashi, Fukuoka
Yukuhashi (行橋市 Yukuhashi-shi) là một thành phố thuộc tỉnh Fukuoka, Nhật Bản. Thành phố được thành lập nhày 10 tháng 10 năm 1954. Đến ngày 30 tháng 6 năm 2005, dân số thành phố là 72.005, trên diện tích 69.83 km², mật độ 1.002,43 người/km².